# Thiénans
Thiénans település Franciaországban, Haute-Saône megyében. Lakosainak száma 113 fő (2022. január 1.). Thiénans Bouhans-lès-Montbozon, Montagney-Servigney, Fontenois-lès-Montbozon és Montbozon községekkel határos.

## Népesség
A település népessége az elmúlt években az alábbi módon változott:
| Lakosok száma | 92   | 93   | 97   | 93   | 98   | 98   | 103  | 108  | 113  |
|               | 2013 | 2015 | 2016 | 2017 | 2018 | 2019 | 2020 | 2021 | 2022 |